# Isla Gobernadora
Isla Gobernadora, es una isla panameña ubicada en el océano Pacífico, específicamente en el golfo de Montijo. Es administrada como un corregimiento del distrito de Montijo de la provincia de Veraguas. Se encuentra próxima a la isla Cébaco.